# Helwan (gouvernement)
Helwan (Hilwān, Arabisch: محافظة حلوان) is een voormalig gouvernementen van Egypte. Het werd gecreëerd op 18 april 2008 uit een deel van het in tweeën gedeelde gouvernement Caïro. Helwan kreeg daarbij de meeste buitenwijken van Caïro, nieuwe plaatsen en de zuidelijke plattelandsdorpen. De hoofdstad van het gouvernement werd de gelijknamige stad Helwan. Helwan telde een kleine 650.000 inwoners. Op 14 april 2011 werd het opgeheven en opnieuw bij het gouvernement Caïro gevoegd.
Ad Daqahliyah · Al Buhayrah · Alexandrië · Al Gharbiyah · Al Minufiyah · Al Qalyubiyah · Ash Sharqiyah · Assioet · Aswan · Beni Suef · Caïro · Damietta · Fajoem · Gizeh · Ismaïlia · Kafr el Sheikh· Luxor · Matruh  · Minya · Nieuwe Vallei · Noord-Sinaï · Port Said · Qina · Rode Zee · Suez · Suhaj  · Zuid-Sinaï